# Cathédrale de Maribo
La cathédrale de Maribo est une cathédrale luthérienne, située dans la ville de Maribo au sud-est du Danemark.
Autrefois intégrée dans une abbaye de l'Ordre de Sainte-Brigitte fermée en 1621, l'église de l'abbaye de Maribo, construite en 1416, fut transformée en cathédrale, lors de la création du diocèse de Lolland-Falster en 1803. 
Elle fut restaurée en 1860. Dans la tour reconstruite à ce moment se trouvent cinq cloches dont la plus ancienne a été enlevée en 1996.